# 沖田愛
沖田 愛（おきた あい、1979年9月14日 - ）は、日本の舞台女優。東京都出身。テアトル・エコー所属。

## 経歴
2000年3月 - 埼玉県立川越女子高等学校卒業。

2004年3月 - 日本大学芸術学部放送学科卒業。

2005年2月14日 - テアトル・エコー入団。

## 出演作品

### 舞台
テアトル・エコー
- 2005年12月「暗くなったら帰っておいで〜イディの一生〜」
- 2006年8月 SIDE B e-blood公演「マーメイドの肉」
- 2007年6月 SIDE B e-blood公演「遭難、」
- 2007年9月 SIDE B「普通の女」
- 2008年10月「フレディ」

外部
- 2006年12月 Hula-Hooper「嘘かもしれないけど、オリジナル」新宿村LIVE !
- 2007年3月 夢知夢知ぷれぜんつ「おんせん先生」恵比寿エコー劇場
- 2007年7月 横浜リーディングコレクション「岸田國士を読む！」菊川組
- 2007年12月 Hula-Hooperの部活動「『鱈。』の（へ）」渋谷7thFloor
- 2008年11月 夢知夢知ぷれぜんつ「茶柱婦人」恵比寿エコー劇場

### 吹き替え
- あなたは私の婿になる
- オールド・ドッグ
- ザ・ミドル 中流家族のフツーの幸せ（ブリック・ヘック）
- ぞうのババール 〜バドゥのだいぼうけん〜（マンロー）
- 鉄ワン・アンダードッグ
- ハリー・ポッターと炎のゴブレット
- Mr.&Mrs. スミス ※テレビ朝日版
- ライトアップ! イルミネーション大戦争（マディソン・フィンチ）
- レイブンのウチはチョー大変! (ニア･バクスター･カーター)

### アニメ
- うさぎのモフィ（リー[2]）
- マペット・ベビー（サマー）
- ミニーのリボンショー（メロディマウス[3]）
- ミッキーマウス クラブハウス（メロディマウス）
- ミッキーマウスとロードレーサーズ（メロディマウス）